# Nomarchie du Pirée
Le nome du Pirée (en grec : νομός Πειραιά) est une ancienne subdivision administrative qui exista de 1972 à 2010. C'était un des 54 nomes de la Grèce. Il faisait partie de la périphérie d’Attique. Le chef-lieu de ce nome était Le Pirée. Il comprenait la partie sud-ouest de l'agglomération d'Athènes ainsi que plusieurs îles du golfe Saronique (dont Salamine, Égine ou Poros), les îles de Cythère et Anticythère, et les municipalités de Méthana et de Trézène dans le Péloponnèse.
Dans le cadre de la réforme Kallikratis (2010), il fut supprimé, comme tous les nomes de Grèce, ses fonctions étant reprises par la périphérie d'Attique. Son territoire fut partagé entre les districts régionaux du Pirée, comprenant la ville du Pirée et sa banlieue, et celui des Îles, comprenant les îles Saroniques, Cythère et la Trézénie.

## Dèmes (municipalités) et communautés
| Dème                       | Nom grec                    | siège (si différent) | YPES code |
| -------------------------- | --------------------------- | -------------------- | --------- |
| Ágios Ioánnis (Réntis)     | Άγιος Ιωάννης Ρέντης        |                      | 4001      |
| Ambelákia                  | Αμπελάκια                   |                      | 4004      |
| Drapetsóna                 | Δραπετσώνα                  |                      | 4006      |
| Égine                      | Αίγινα                      |                      | 4003      |
| Hydra                      | Ύδρα                        |                      | 4018      |
| Keratsíni                  | Κερατσίνι                   |                      | 4007      |
| Korydallós                 | Κορυδαλλός                  |                      | 4008      |
| Cythère                    | Κύθηρα                      |                      | 4009      |
| Méthana                    | Μέθανα                      |                      | 4010      |
| Níkea-Ágios Ioánnis Réntis | Νίκαια-Άγιος Ιωάννης Ρέντης |                      | 4011      |
| Pérama                     | Πέραμα                      |                      | 4013      |
| Le Pirée                   | Πειραιάς                    |                      | 4012      |
| Poros                      | Πόρος                       |                      | 4014      |
| Salamine/Salamis           | Σαλαμίνα                    |                      | 4015      |
| Spetsès                    | Σπέτσες                     |                      | 4016      |
| Trézène                    | Τροιζήνα                    | Galatás              | 4017      |
| Communauté                 | Nom grec                    | Siège (si différent) | YPES code |
| Angistri                   | Αγκίστρι                    |                      | 4002      |
| Anticythère                | Αντικύθηρα                  |                      | 4005      |

## Situation

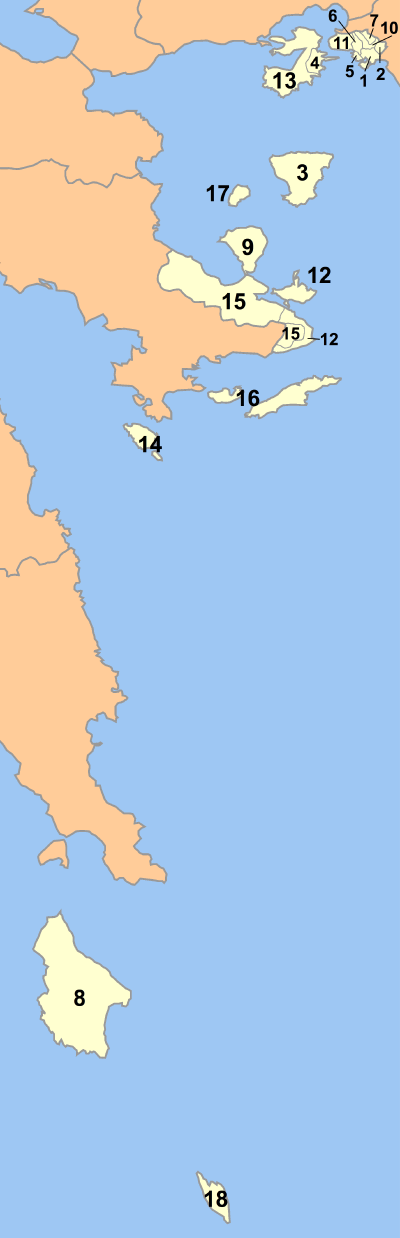

1. Le Pirée
2. Ágios Ioánnis (Réntis)
3. Égine
4. Ambelákia
5. Drapetsóna
6. Keratsíni
7. Korydallós
8. Cythère
9. Méthana
10. Níkea
11. Pérama
12. Poros
13. Salamine
14. Spetsès
15. Trézène
16. Hydra
17. Angístri
18. Anticythère